# Savage Island (Alaska)
Savage Island ist eine kleine Insel der Near Islands, einer Inselgruppe im äußersten Westen der Alëuten in Alaska. Savage Island liegt in der Temnac Bay auf der Südseite von Attu. Sie wurde von der US Army während der Besetzung der Insel Attu im Zweiten Weltkrieg benannt.